# Benny Hinn
Toufik Benedictus Hinn conocido como Benny Hinn (Jaffa, Israel; 3 de diciembre de 1952) es un maestro, pastor, autor, escritor, tele-evangelista. 

## Biografía
Benny Hinn nació en Jaffa, Israel. Su padre es griego y su madre es armenia. Se crio dentro de la Iglesia ortodoxa griega, y asistió a la Escuela Secundaria Georges Vanier en Toronto, Ontario, Canadá, donde fue conocido como Toufik Hinn.
En 1972 experimentó el nuevo nacimiento y se convirtió en cristiano evangélico.
El 21 de diciembre de 1973, viajó por autobús de Toronto a Pittsburgh para asistir a un "servicio de milagro" llevado a cabo por la evangelista Kathryn Kuhlman. Aunque nunca la conoció personalmente, asistió a sus "Servicios de sanidad y milagros" a menudo y la ha citado como una influencia en su vida.

### Ministerio
Fundó Orlando Christian Center en 1983.
En 1990, comenzó la transmisión del programa "This Is Your Day" en Trinity Broadcasting Network. En 1999, pasó la iglesia de Clint Brown y se trasladó a Grapevine, Texas, un suburbio de Fort Worth, al tiempo que se mantenía la persona jurídica "World Outreach Center Benny Hinn Ministries". Su antigua iglesia pasó a llamarse la Iglesia Mundial de la Fe, es autor de 250 canciones de alabanza y 14 álbumes. 
Sus libros más conocidos son "Buenos Días, Espíritu Santo" (Good Morning, Holy Spirit) y "La Unción" (The Annointing), que contienen una mirada de quien es, según su punto de vista, el Espíritu Santo, y cómo ha influido en su vida.

## Vida privada
Se casó con Suzanne Harthern el 4 de agosto de 1979, tiene dos hijas: Jessica y Nathasha Hinn y vive en Dana Point, California.
Harthern presentó papeles ante la corte superior en febrero de 2010 buscando el divorcio, argumentando diferencias irreconciliables. Dos años y pocos meses después Benny Hinn anuncia su reconciliación matrimonial.

## Investigación del Senado
El 6 de noviembre de 2007, el senador Chuck Grassley de Iowa anunció una investigación del ministerio de Hinn por el Comité de Finanzas del Senado de los Estados Unidos.
En una carta dirigida a HBM, Grassley pidió que el ministerio de difusión de información financiera a la Comisión de Finanzas del Senado para determinar si Hinn hecho ningún beneficio financiero de las donaciones, y pidió que el ministerio de Hinn que la información esté disponible antes del 6 de diciembre de 2007. La investigación también analizó otros cinco tele-evangelistas: Paula White, Kenneth Copeland, Eddie Long, Joyce Meyer, y Creflo Dollar. El 6 de diciembre de 2007, Hinn dijo a la Associated Press que no responde a la investigación hasta 2008. Recibió el apoyo del senador Grassley republicano, quien comentó que: "Benny Hinn ha tenido un diálogo abierto y honesto con el personal staff del comité. No sólo han dado respuestas a cualquier pregunta que se les ha hecho sino que, en un espíritu de verdadera colaboración, también han provisto información más allá de lo que se les ha pedido." 
El lunes 3 de diciembre de 2007, en su programa This Is Your Day, Benny Hinn dijo que estaba enviando cartas a sus asociados para divulgar sus finanzas. La carta también ha sido puesta a disposición para ser leída en su sitio web, en respuesta a las denuncias de que Benny Hinn utiliza donaciones de los espectadores en todo el mundo por su propia riqueza personal. Hinn dijo que su ministerio es auditado por una empresa independiente y que su remuneración (salario) es también independiente de la supervisión de asesores financieros para garantizar que su indemnización es "razonable". Dijo en la transmisión que ningún miembro de la familia Hinn forma parte de las juntas que controlan a los Ministerios Benny Hinn. Dijo que él era la única persona que forma parte de la junta en  Estados Unidos y no está sobre cualquier otra junta que representa al ministerio en otros países.[cita requerida]
Por otro lado, tal como se sostiene en el portal "Coalición por el evangelio", "sus afirmaciones de milagros siguen sin verificar, a pesar de una serie de programas y publicaciones que han tratado de encontrar pruebas. También ha sido ampliamente criticado por su lujoso estilo de vida, que incluye un jet privado, una mansión de varios millones de dólares, y las estadías regulares en hoteles que cuestan miles o decenas de miles de dólares por noche"
Según el portal "Profecías y actualidad", otro sitio evangélico de divulgación religiosa "Hinn recibe 100 millones de dólares por año, vive en una casa de $3.5 millones de dólares, y queda en hoteles de $10,000 a $2,000 dólares por noche. Escribió un libro, “Buenos días Espíritu Santo”que era muy popular (250,000 copias en primeros 2 meses). Hinn levantó $30-$35 millones de dólares para un centro de sanidad en Dallas Texas que iba a abrir en 2001, y que nunca abrió, aunque el dinero fue levantado. Hinn no tiene fronteras de lo que hace o dice para levantar sus fondos. Benny Hinn (y todos los del movimiento de él) creen y promueven la idea que Dios concede a las personas sus deseos siempre y cuando ellos dan a los siervos de Dios dinero, y mucho dinero".
En 2021, en una sentencia dictada por el Tribunal de Distrito de los Estados Unidos el siete de abril, el Juez Alvin Hellerstein otorgó una sentencia sumaria en nombre de Mail America Communications Inc. que demandó a WHCC (más conocido como “Benny Hinn Ministries”) por incumplimiento de contrato. Antes de que la demanda se presentara en septiembre de 2018, WHCC debía a la compañía de correo directo $2.993.221,74. La orden enmendada del juez proporciona información sobre las finanzas de la organización de Hinn y confirma los rumores de que los investigadores de la Fundación Trinity (Trinity Foundation) han escuchado a partir de rumores. Hellerstein escribió: “Durante casi 15 años, el acusado se había estado quedando retrasado en sus obligaciones de pago, con más de $5.6 millones en retrasos a principios de 2012”.